# مارسلو جویانیرا
مارسلو جویانیرا (به پرتغالی: Marcelo Rodrigues Alves) هافبک اهل برزیل است که در شهر گویانیا و در تاریخ ۶ اوت ۱۹۸۰ به دنیا آمده‌است.
مارسلو جویانیرا در تیم‌های فوتبال Goiatuba سابقهٔ حضور دارد.